# Staccatone

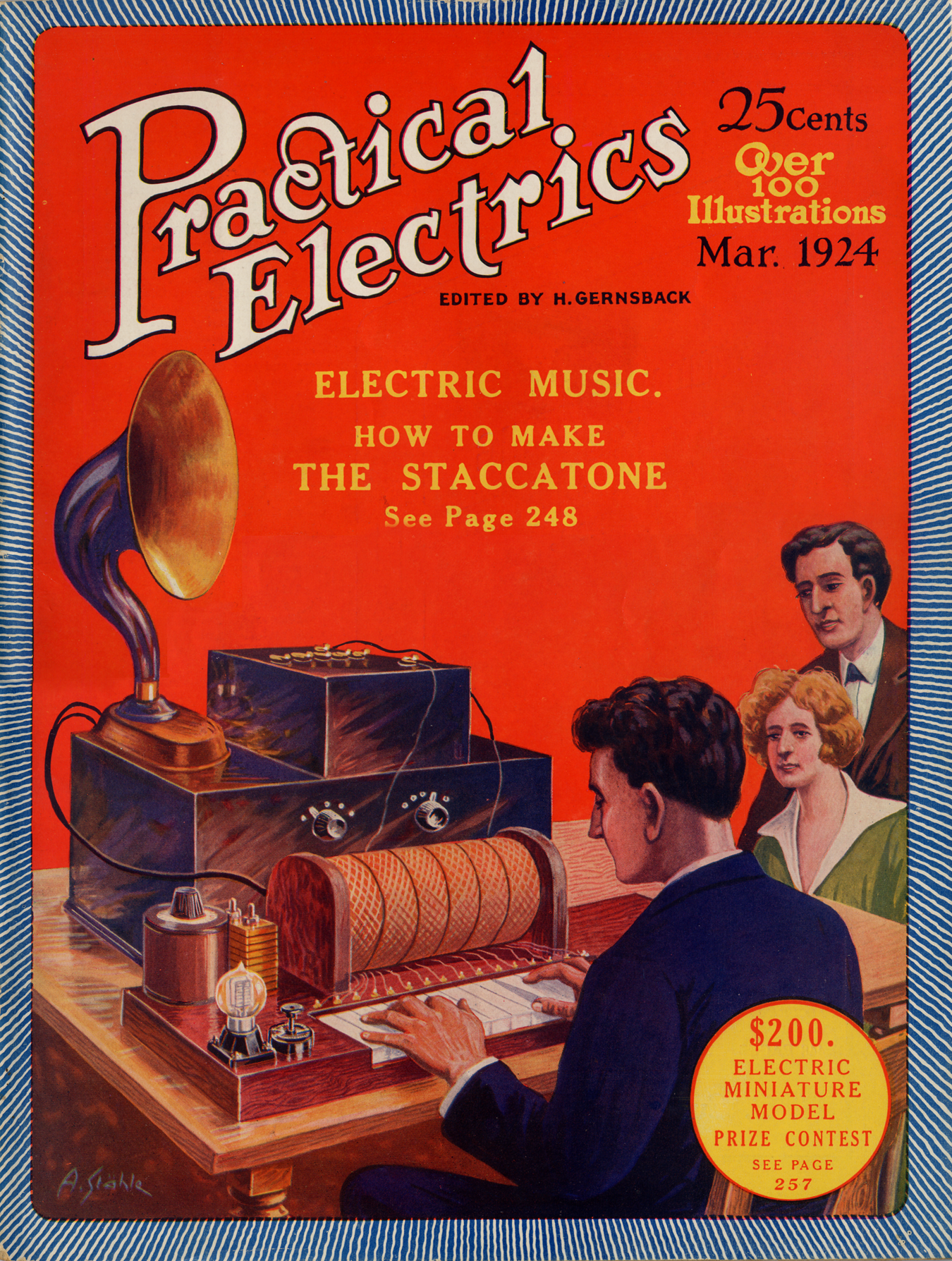
Staccatone en la portada de Practical Electrics, marzo de 1924. Volumen 3, número 5. Ilustración de A. Siohle

El staccatone es un instrumento musical electrónico, inventado en 1923, por el periodista radiofónico y escritor de ciencia ficción Hugo Gernsback.
Como el Audión piano de Lee de Forest, el staccatone se basaba en las válvula de vacío.
El staccatone sería el punto de partida de otro instrumento electrónico diseñado por Gernsback, el pianorad.
- Datos: Q1384346
- Multimedia: Staccatone / Q1384346